# Ландрю
«Ландрю» (фр. Landru) — фильм французского режиссёра Клода Шаброля, вышедший на экраны в 1963 году.
Жанр фильма сочетает основанную на документальном материале криминальную драму с элементами чёрной комедии. Сценарий написала Франсуаза Саган на основе реальных обстоятельств дела французского серийного убийцы Анри Дезире Ландрю, который убил и расчленил 10 женщин и одного ребёнка в годы Первой мировой войны.

## Сюжет
Во годы Первой мировой войны внешне респектабельный мужчина средних лет Анри Ландрю (Шарль Деннер) разработал изобретательное средство пополнения своего сокращающегося бюджета. Ландрю помещал в газетах объявления о знакомстве, затем среди ответивших выбирал богатых вдов в возрасте за 50 лет. Он приглашал их в ресторан, затем заманивал на свою загородную виллу, выяснял их финансовое состояние и получал доступ к банковским счетам, после чего убивал их, расчленял на кусочки и сжигал. Добытые средства Ландрю использовал на безбедное содержание жены, любовницы и четверых детей, привыкших к обеспеченному буржуазному образу жизни. В конце концов, его поймали после того, как его опознала сестра одной из жертв. Ландрю клялся, что он не психопатический убийца, и что совершал убийства только ради того, чтобы обеспечить своей семье достойный её стиль жизни, к которому она привыкла. Во время суда Ландрю отказался признать себя виновным и не проявил никакого раскаяния. Он выступал красноречиво, убедительно и страстно, убеждённый в том, что присяжные не посмеют вынести обвинительный вердикт человеку его интеллекта и происхождения. Его гильотинировали 25 февраля 1922 года.

## В ролях
- Шарль Деннер — Анри Дезире Ландрю
- Даниель Дарье — Берт Эон
- Мишель Морган — Селестин Буйссон
- Жюльет Майниель — Анна Коллон
- Стефан Одран — Фернан Сегре
- Мари Марке — Мадам Гюйен
- Пьер Вернье — Магитстрат
- Серж Бенто — Морис Ландрю
- Андрэ Фуше — Доктор Поль
- Робер Бурнье — Судья
- Марио Давид — Прокурор
- Франсуаз Люгань — Мадам Ландрю
- Клод Мансар — Адвокат
- Жан-Луи Мори — Комиссар Белен
- Хильдегард Кнеф — Мадам Икс
- Раймон Кено — Жорж Клемансо

## Характеристика
Очень точное, но не слишком захватывающее изложение знаменитого дела Ландрю, которое в своё время всколыхнуло всю Францию. Фильм скрупулёзно следует фактам, начиная от семейной жизни Ландрю, соблазнений и убийств и заканчивая судом и казнью. Несмотря на звёздный состав актрис (Мишель Морган, Даниель Дарье, Хильдегард Кнеф), ни одна из них не получает возможности в полной мере проявить свой талант. Фильм удовлетворит, прежде всего, тех, кого интересуют подробности этого дела, но любитель кино мог бы ожидать от Шаброля фильма более эмоционального, глубокого и тревожного.